# William Sutherland (17e comte de Sutherland)
William Sutherland, 17e comte de Sutherland, précédemment nommé William Gordon (2 octobre 1708 - 1750), est un homme politique écossais qui siège à la Chambre des communes de 1727 à 1733 lorsqu'il accède à la pairie comme comte de Sutherland. Il est chef du clan Sutherland, un Clan écossais des Highlands.

## Jeunesse
Sutherland est né sous le nom de William Gordon, le fils aîné survivant de William Gordon (Lord Strathnaver) et de son épouse Catherine Morrison, fille de William Morrison, député, de Preston-grange, Haddington. Son père meurt en 1720 et il succède à son frère aîné le 12 décembre 1720. Il entreprend une grande tournée en France et à Hanovre de 1726 à 1727.
Aux élections générales britanniques de 1727, Sutherland est nommé par son grand-père pour la circonscription de Sutherland à l'âge de 18 ans. Il existait une résolution selon laquelle les fils aînés des pairs d'Écosse ne devaient pas siéger à la Chambre des communes et son grand-père exprime l'espoir au duc d'Argyll que cela ne serait pas invoqué, car Sutherland est un petit-fils et non un fils. Il est réélu député sans difficulté. En 1730, il réclame le remboursement des armes remises au gouvernement, en vertu de la loi pour le désarmement des Highlands, mais sa demande est différée car certains de ses reçus d'armes semblaient très suspects. Il vote avec l'administration sur les Hessians en 1730 et sur le projet de loi sur l'accise en 1733. Lorsqu'il succède à son grand-père John Gordon (16e comte de Sutherland) comme 17e comte de Sutherland le 27 juin 1733, il aurait conclu un accord avec Walpole et Ilay par lequel il voterait pour la liste des pairs représentatifs, à condition qu'il soit sur la liste, ce qui s'est passé en 1734. Il est également nommé lord de la police en Écosse à 800 £ par an et reçoit une pension de 1 200 £ par an. Il quitte son siège à la Chambre des communes. En 1744, il est promu premier lord de la police .

## Insurrection jacobite de 1745
Lors du soulèvement jacobite de 1745, Sutherland soutient le gouvernement anglo-hanovrien et lève deux compagnies indépendantes au nom du gouvernement . À un moment donné, les Jacobites prennet d'assaut la maison du comte au château de Dunrobin, mais il leur échappe de justesse par une porte dérobée et navigue pour rejoindre l'armée du prince William, duc de Cumberland. Un jour avant la Bataille de Culloden une compagnie indépendante des Highlands composée de soldats issus du clan Sutherland par le comte de Sutherland, participe à la bataille de Littleferry pour soutenir le gouvernement où les Jacobites sont vaincus,. Il est également présent à la bataille de Culloden où les Jacobites sont finalement vaincus. Malgré cela, certaines personnes au sein du gouvernement n'étaient pas satisfaites de la force de soutien du comte et il a du mal à prouver au parlement de Londres qu'il n'avait pas de sympathies jacobites.

## Fin de carrière
Sutherland rejoint le parti de Frederick, prince de Galles, et perd par conséquent son poste de police en 1747. Il écrit au duc de Newcastle le 30 juillet 1747, se plaignant de la perte de son poste et demandant une compensation pour ses dépenses lors du soulèvement jacobite. Il attend pendant deux ans, laissant sa mère responsable de la gestion de ses domaines en Écosse, puis décide de partir à l'étranger.
Sutherland meurt à Montauban en France le 7 décembre 1750, laissant 15 797 £ de dettes, et est enterré dans la tombe de son arrière-grand-père, Gordon, le 15e comte, à l'abbaye de Holyrood à Édimbourg.
Sutherland épouse Elizabeth Wemyss, fille de David Wemyss (4e comte de Wemyss) par un contrat daté du 17 avril 1734. Ils ont les enfants suivants :
1. William Sutherland, 18e comte de Sutherland (1735 - 1766)
2. Elizabeth Gordon (d.1803)